# U Sagittarii
Désignations
U Sagittarii (en abrégé U Sgr) est une étoile variable de la constellation du Sagittaire. C'est une variable céphéide classique dont la magnitude apparente varie entre 6,28 et 7,15 sur une période de 6,7452 jours. Elle fait partie de l'amas ouvert M25.